# Fredrick Mulambia
Frederick Mulambia (ur. 10 lipca 2002) – zambijski piłkarz grający na pozycji pomocnika. Jest wychowankiem klubu Power Dynamos FC.

## Kariera klubowa
Swoją karierę piłkarską Mulambia rozpoczął w klubie Power Dynamos FC. W sezonie 2019 zadebiutował w jego barwach w pierwszej lidze zambijskiej. W sezonie 2022/2023 wywalczył z nim mistrzostwo Zambii.

## Kariera reprezentacyjna
W reprezentacji Zambii Mulambia zadebiutował 12 czerwca 2023 w przegranym 0:3 towarzyskim meczu z Kuwejtem, rozegranym w Kairze. W 2024 roku powołano go do kadry na Puchar Narodów Afryki 2023. W tym pucharze nie rozegrał żadnego meczu.